# Lista episoadelor din Mondenii
Mondenii Show este o emisiune de divertisment difuzată pe Prima TV.

## Sumar
| Sezon | Sezon | Episoade | Primul episod      | Ultimul episod    |
| ----- | ----- | -------- | ------------------ | ----------------- |
|       | 1     | 18       | 5 septembrie 2006  | 31 decembrie 2006 |
|       | 2     | 17       | 13 septembrie 2007 | 18 ianuarie 2008  |
|       | 3     | 13       | 7 martie 2008      | 26 mai 2008       |
|       | 4     | 13       | 3 iunie 2008       | 21 iulie 2008     |
|       | 5     | 13       | 16 septembrie 2008 | 9 decembrie 2008  |
|       | 6     | 13       | 3 martie 2009      | 26 mai 2009       |
|       | 7     | 9        | 6 octombrie 2009   | 31 decembrie 2009 |
|       | 8     | 13       | 4 martie 2010      | 27 mai 2010       |
|       | 9     | 4        | 27 septembrie 2010 | VFA               |

## Sezonul 1: 2006
Andreea Grămoșteanu, Mirela Zeța, Mihai Bendeac și Dragoș Stoica sunt prezenți în toate cele 19 episoade.
| # | # / Sezon | Titlu                            | Premieră            |
| --- | --------- | -------------------------------- | ------------------- |
| 1 | 1         | „Vrem cu toții la Iri”           | 5 septembrie 2006   |
| Personaje: Irinel Columbeanu, Monica Columbeanu, Sile Cămătaru, Nuțu Cămătaru, Elena Udrea, Traian Băsescu, Gigi Becali, Smărăndescu (menționat), Bănel Nicoliță, Ștefan Bănică Junior, Andreea Marin.                                                     |           |                                  |                     |
| 2 | 2         | „Becali și Miorița”              | 12 septembrie 2006  |
| Personaje: Gigi Becali, Smărăndescu, Elena Udrea, Traian Băsescu, Corneliu Vadim Tudor, Adrian Năstase, Ion Iliescu, Bănel Nicoliță, Romanița Iovan, Adrian Iovan, Monica Columbeanu, Irinel Columbeanu.                                                   |           |                                  |                     |
| 3 | 3         | „Andreea + Ștefan = love”        | 19 septembrie 2006  |
| Personaje: Ștefan Bănică Junior, Andreea Marin, Mihaela Rădulescu, Gigi Becali, Bănel Nicoliță, Nuțu Cămătaru, Sile Cămătaru, Sorina Saraban Giolgău. |           |                                  |                     |
| 4 | 4         | „Latino Lovers”                  | 26 septembrie 2006  |
| Personaje: Pepe, Oana Zăvoranu, Gigi Becali, Smărăndescu, Nuțu Cămătaru, Sile Cămătaru, Sorina Saraban Giolgău, Emeric Ienei, Ștefan Gheorghe, Cornel Dinu. Segmente: Judecătoria Etapei.                                                                  |           |                                  |                     |
| 5 | 5         | „Regele manelelor”               | 3 octombrie 2006    |
| Personaje: Andreea Esca, Nuțu Cămătaru, Sile Cămătaru, Dan Diaconescu, Paranormal Eutanasia, Nicolae Guță, Gigi Becali, Bănel Nicoliță, Andreea Marin, Adrian Copilul Minune, George Pruteanu, Traian Băsescu, Teo Trandafir, Nicoleta Luciu, Smărăndescu. |           |                                  |                     |
| 6 | 6         | „... care este”                  | 10 octombrie 2006   |
| Personaje: VFA |           |                                  |                     |
| 7 | 7         | „Tablourile din Zambaccian”      | 17 octombrie 2006   |
| Personaje: VFA |           |                                  |                     |
| 8 | 8         | „Showbiz”                        | 24 octombrie 2006   |
| Personaje: VFA |           |                                  |                     |
| 9 | 9         | „Transferul lui Bănel”           | 31 octombrie 2006   |
| Personaje: VFA |           |                                  |                     |
| 10 | 10        | „Dosariada”                      | 7 noiembrie 2006    |
| Personaje: VFA |           |                                  |                     |
| 11 | 11        | „Romeo și Julieta”               | 14 Noiembriee, 2006 |
| Personaje: VFA |           |                                  |                     |
| 12 | 12        | „Summit-ul Anglofoniei”          | 21 noiembrie 2006   |
| Personaje: VFA |           |                                  |                     |
| 13 | 13        | „Mari români și cărți de succes” | 28 noiembrie 2006   |
| Personaje: VFA |           |                                  |                     |
| 14 | 14        | „Marea Evadare”                  | 5 decembrie 2006    |
| Personaje: VFA |           |                                  |                     |
| 15 | 15        | „Bănel se însoară”               | 12 decembrie 2006   |
| Personaje: VFA |           |                                  |                     |
| 16 | 16        | „Decembrie '89”                  | 19 decembrie 2006   |
| Personaje: VFA |           |                                  |                     |
| 17 | 17        | „S-a furat Moș Crăciun”          | 26 decembrie 2006   |
| Personaje: VFA |           |                                  |                     |
| 18 | 18        | „Revelion Monden”                | 31 decembrie 2006   |
| Personaje: VFA |           |                                  |                     |

## Sezonul 2: 2007 - 2008
Andreea Grămoșteanu, Mirela Zeța, Mihai Bendeac și Dragoș Stoica sunt prezenți în toate cele 17 episoade.

## Sezonul 3: 2008
Andreea Grămoșteanu, Mirela Zeța, Mihai Bendeac și Dragoș Stoica sunt prezenți în toate cele 13 episoade.

## Sezonul 4: 2008
Andreea Grămoșteanu, Mirela Zeța, Mihai Bendeac și Dragoș Stoica sunt prezenți în toate cele 13 episoade.

## Sezonul 5: 2008
Andreea Grămoșteanu, Mirela Zeța, Mihai Bendeac și Angel Popescu sunt prezenți în toate cele 13 episoade.

## Sezonul 6: 2009
Andreea Grămoșteanu, Mirela Zeța, Mihai Bendeac și Angel Popescu sunt prezenți în toate cele 13 episoade.
| #              | # / Sezon | Titlu         | Premieră        |
| -------------- | --------- | ------------- | --------------- |
| 76             | 1         | „Episodul 1”  | 3 martie 2009   |
| Personaje: VFA |           |               |                 |
| 77             | 2         | „Episodul 2”  | 10 martie 2009  |
| 78             | 3         | „Episodul 3”  | 17 martie 2009  |
| 79             | 4         | „Episodul 4”  | 24 martie 2009  |
| 80             | 5         | „Episodul 5”  | 31 martie 2009  |
| 81             | 6         | „Episodul 6”  | 7 aprilie 2009  |
| 82             | 7         | „Episodul 7”  | 14 aprilie 2009 |
| 83             | 8         | „Episodul 8”  | 21 aprilie 2009 |
| 84             | 9         | „Episodul 9”  | 28 aprilie 2009 |
| 85             | 10        | „Episodul 10” | 5 mai 2009      |
| 86             | 11        | „Episodul 11” | 12 mai 2009     |
| 87             | 12        | „Episodul 12” | 19 mai 2009     |
| 88             | 13        | „Episodul 13” | 26 mai 2009     |

## Sezonul 7: 2009
Andreea Grămoșteanu, Mirela Zeța și Angel Popescu sunt prezenți în toate cele 9 episoade.
| # | # / Sezon | Titlu        | Premieră          |
| --- | --------- | ------------ | ----------------- |
| 89 | 1         | „Episodul 1” | 6 octombrie 2009  |
| Personaje: Elena Udrea, Ludovic Orban, Elena Băsescu, Mircea Geoană, Sorin Oprescu, Mihaela (Cocuța), Virgil Ianțu, Nikita, Viorel Lis, Oana Ungureanu, Andreea Esca, Cabral Ibacka, Alexandru Geoană, Poliția, Sorin Ovidiu Bălan, Nati Meir, Adrian Copilul Minune, Simona Pătruleasa, Vasile Turcu, Ianis Zicu, Ștefan Bănică Junior, Andreea Marin, Ecaterina Andronescu, Nicolae Guță, Dan Bursuc, Radu Mazăre, Simona Senzual, Diana Munteanu, Gigi Becali, Roxy Manelista, Romeo Fantastik, Daniela Gyorfi, Ramona Bădescu, Gică Hagi. Segmente: Academia de manele, Mondenii News, Ochio Shouo. Invitat special: Virgil Ianțu ca el însuși. |           |              |                   |
| 90 | 2         | „Episodul 2” | 13 octombrie 2009 |
| Personaje: VFA |           |              |                   |
| 91 | 3         | „Episodul 3” | 20 octombrie 2009 |
| 92 | 4         | „Episodul 4” | 27 octombrie 2009 |
| 93 | 5         | „Episodul 5” | 3 noiembrie 2009  |
| 94 | 6         | „Episodul 6” | 10 noiembrie 2009 |
| 95 | 7         | „Episodul 7” | 17 noiembrie 2009 |
| 96 | 8         | „Episodul 8” | 24 noiembrie 2009 |
| 97 | 9         | „Episodul 9” | 31 decembrie 2009 |

## Sezonul 8: 2010
Andreea Grămoșteanu, Mirela Zeța și Angel Popescu sunt prezenți în toate cele 13 episoade.
| #              | # / Sezon | Titlu         | Premieră        |
| -------------- | --------- | ------------- | --------------- |
| 98             | 1         | „Episodul 1”  | 4 martie 2010   |
| Personaje: VFA |           |               |                 |
| 99             | 2         | „Episodul 2”  | 11 martie 2010  |
| 100            | 3         | „Episodul 3”  | 18 martie 2010  |
| 101            | 4         | „Episodul 4”  | 25 martie 2010  |
| 102            | 5         | „Episodul 5”  | 1 aprilie 2010  |
| 103            | 6         | „Episodul 6”  | 8 aprilie 2010  |
| 104            | 7         | „Episodul 7”  | 15 aprilie 2010 |
| 105            | 8         | „Episodul 8”  | 22 aprilie 2010 |
| 106            | 9         | „Episodul 9”  | 29 aprilie 2010 |
| 107            | 10        | „Episodul 10” | 6 mai 2010      |
| 108            | 11        | „Episodul 11” | 13 mai 2010     |
| 109            | 12        | „Episodul 12” | 20 mai 2010     |
| 110            | 13        | „Episodul 13” | 27 mai 2010     |

## Sezonul 9: 2010
Andreea Grămoșteanu, Mirela Zeța și Angel Popescu sunt prezenți în toate cele 4 episoade.
| # | # / Sezon | Titlu                      | Premieră           |
| --- | --------- | -------------------------- | ------------------ |
| 111 | 1         | „Maneliștii și tânțarul”   | 27 septembrie 2010 |
| Personaje: Romeo Fantastik, Marinela Nițu, Diana Munteanu, Simona Senzual, Andreea Marin Bănică, Ștefan Bănică Junior, Priscila Țuțuianu Ciorogârla, Adrian Pescariu, Florin Hentz, Carmen Pleșea, Dodel, Gigi Becali, Smărăndescu, Simona Pătruleasa. Segmente: Etapa Sportivă Invitați speciali: Alexandru Bogdan, Marin Grigore, Andrei Mateiu, Răzvan Oprea, Andreea Samson |           |                            |                    |
| 112 | 2         | „Patru lăbuțe de stripper” | 28 septembrie 2010 |
| 113 | 3         | „Veni, vidi, vici”         | 29 septembrie 2010 |
| 114 | 4         | „Regele și blondele”       | 30 septembrie 2010 |
| 115 | 5         | „Cine râde la urmă”        | 4 octombrie 2010   |
| 116 | 6         | „Bijoux”                   | 5 octombrie 2010   |
| 117 | 7         | „Lecția”                   | 6 octombrie 2010   |
| 118 | 8         | „Andreea vrea prima!”      | 7 octombrie 2010   |
| 119 | 9         | „VFA”                      | 11 octombrie 2010  |
| 120 | 10        | „VFA”                      | 12 octombrie 2010  |
| 121 | 11        | „Epidemia”                 | 13 octombrie 2010  |
| Personaje: Sorin Oprescu, Mihaela (Cocuța), Connect-R, Iulian Moga, Matteo, Nikita and Co., Gică Hagi, Simona Senzual, Diana Munteanu. Segmente: Acest episod nu are segmente Invitați speciali: VFA |           |                            |                    |
| 122 | 12        | „VFA”                      | 14 octombrie 2010  |
| Personaje: VFA |           |                            |                    |
| 123 | 13        | „VFA”                      | 18 octombrie 2010  |
| 124 | 14        | „VFA”                      | 19 octombrie 2010  |
| 125 | 15        | „VFA”                      | 20 octombrie 2010  |
| 126 | 16        | „VFA”                      | 21 octombrie 2010  |
| 127 | 17        | „VFA”                      | 25 octombrie 2010  |
| 128 | 18        | „VFA”                      | 26 octombrie 2010  |
| 129 | 19        | „VFA”                      | 27 octombrie 2010  |
| 130 | 20        | „VFA”                      | 28 octombrie 2010  |